# Aalten (dorp)
Aalten (uitspraakⓘ) is een esdorp en de grootste plaats van de gelijknamige gemeente in het oosten van de Nederlandse provincie Gelderland. Op 1 januari 2023 telde het dorp Aalten, dat tegen de Duitse grens ligt, in totaal 17.485 inwoners.

## Ligging
Aalten ligt in het oostelijke deel van Nederland in de provincie Gelderland in de Achterhoek, ongeveer in het midden van de noord-zuidlijn Lichtenvoorde – Bocholt (D) en in het midden van de west-oostlijn Varsseveld – Winterswijk.

## Geschiedenis

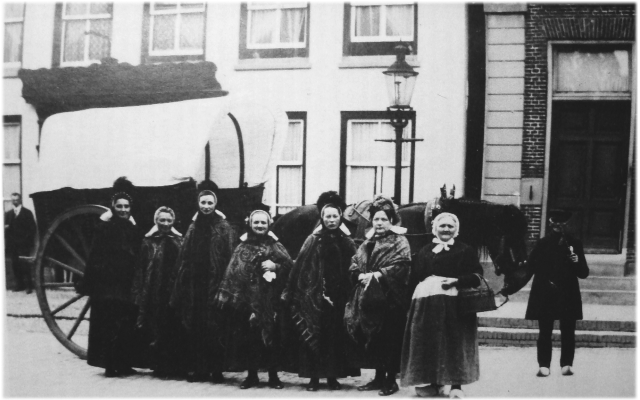
Opening oudheidkamer 1930 met de noaber vrouwleu van 't Rot. (uit: Ne Göpse vetelsels ovver Aalten en Brevoort)

Op de Aalter Es moet in de 6e eeuw al een nederzetting hebben gelegen, getuige de vondsten van een grafveld uit deze tijd aan de Damstraat. De oorsprong van het dorp Aalten ligt ergens in de tweede helft van de 8e eeuw, toen Karel de Grote de Saksische stammen in de regio onderwierp. Uit deze tijd stammen de archeologische opgravingen die zijn verricht op de Hoven, waar grondsporen van huizen zijn aangetroffen. De onderzochte woning had duidelijk geen functie als boerderij, waaruit geconcludeerd wordt dat Aalten in deze tijd al een dorp was waar handwerkslieden woonden. Iedere gemeenschap in de veroverde gebieden moest een 'hoofdhof' leveren voor de stichting van een kerk. Waarschijnlijk is toen de eerste kerk van Aalten gesticht op gronden die behoorden bij de voormalige Ahof, nu beter bekend als De Pol. De parochie Aladon of Alethnin, die toen tot stand is gekomen en voor het eerst vermeld werd in 1152, omvatte aanvankelijk ook Bredevoort en Dinxperlo. In de 10e en 12e eeuw maakte de parochie Aalten deel uit van het Graafschap Lohn. Tijdens de Tachtigjarige Oorlog heeft het dorp veel te lijden gehad van de belegeringen van onder andere Bredevoort en Groenlo door langstrekkende legers, die ook wel hun kamp opsloegen in het dorp. Bestuurlijk viel Aalten tot de Franse tijd onder de Heerlijkheid Bredevoort en werd in 1811 een zelfstandige gemeente. Een woonhuis aan de markt werd in gebruik genomen als gemeentehuis van Aalten dat nog altijd in gebruik is. In de 19e eeuw vertrokken veel emigranten uit Aalten naar de Verenigde Staten. De emigratiegolf begon rond 1844. Onder de eerste groep landverhuizers bevonden zich veel Afgescheidenen die om geloofsredenen vertrokken onder invloed van predikanten zoals Anthony Brummelkamp en Albertus Christiaan van Raalte. Onder invloed van mislukkende oogsten vertrokken ook veel anderen om economische redenen.

### Textielindustrie
Eind 19e eeuw en begin 20e eeuw kende Aalten net als andere plaatsen in de Achterhoek een bloeiende textielindustrie. Daarbij zijn de textielfabrieken van Heinrich en zijn neven Anton en Joseph Driessen van grote betekenis geweest voor de Aaltense bevolking. Naast de enorme groei aan werkgelegenheid voor velen heeft de textielfamilie Driessen ook sociaal en cultureel erg veel voor Aalten betekend. Zo ijverde de familie voor betere verbindingen, ondersteunde ze het Aaltense verenigingsleven en de katholieke kerk. Het bedrijf bood allerlei cursussen aan haar werknemers, waarmee zij zich verder konden ontwikkelen. Aan het einde van 1969 kwam een einde aan de textielindustrie met de sluiting van het bedrijf aan de Hofstraat.

### Hoornindustrie
Halverwege de 19e eeuw ontwikkelde zich in Aalten de – in Nederland unieke – hoornindustrie. Vijf hoorndraaiers begonnen vanaf 1855 in Aalten: Bernard Vaags, Gerrit Peters, Abraham ten Dam, Willem te Gussinklo en Wessel Becking. Van buffelhoorn uit Azië en Zuid-Amerika werden lange pijpenstelen, kammen, knopen, seinfluitjes, naaldenkokers en messenheften gemaakt. Uitgegroeid tot vier industriële bedrijven heeft deze industrie aan vele honderden inwoners werk verschaft. De intrede van kunststof en massaproductie luidde het einde in van deze industrie. Met de sluiting van N.V. Dutch Button Works (DBW) in 1976 kwam een definitief einde aan 120 jaar hoornindustrie in Aalten.

### Tweede Wereldoorlog

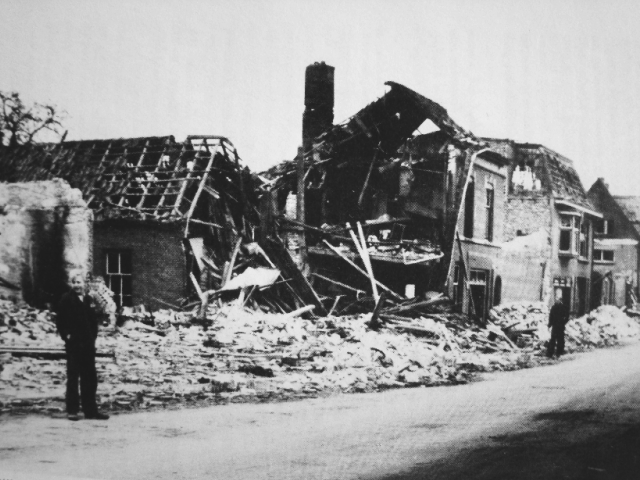
Aalten, Dijkstraat 24 maart, ter hoogte van Schonewille en te Linde (uit: Ne Göpse vetelsels ovver Aalten en Brevoort)

Op 1 oktober 1940 dropten Engelse vliegtuigen drie bommen in Aalten, de schade bleef beperkt tot glasschade. De Duitse bezetter legde de Aaltensche Courant in 1941 een verschijningsverbod op. In de nacht van 8 op 9 maart 1942 viel het eerste slachtoffer van een luchtaanval, Geertrui van Triet, een Rotterdams meisje dat te Aalten voor haar gezondheid bij een familie logeerde. Op 29 augustus werd de gemeenteraad ontbonden. Op 23 februari 1943 werden de klokken uit de kerktorens gehaald, ook braken in dat jaar stakingen uit op de gasfabriek, de gemeentewerken, bij Driessen Textiel, bij ATF en bij Dutch Button Works. In deze tijd nam het aantal onderduikers toe. Aalten herbergde tijdens de Tweede Wereldoorlog de meeste joodse en niet-joodse onderduikers van Nederland – op een bepaald moment 2.500 op een inwoneraantal van 13.400. In Aalten werden 500 Scheveningse evacués gehuisvest. Op zondag 28 januari 1945 raakte de rooms-katholieke kerk aan de Dijkstraat in brand door een geallieerd bombardement. De pastorie had een voltreffer gekregen waarbij drie aanwezigen sneuvelden. Het dienstmeisje kwam lichamelijk ongedeerd onder het puin vandaan. Ze was enkel in shock. Op 24 maart trof een zwaar bombardement Aalten. Daarbij vielen achttien doden, en een onbekend aantal gewonden.
Op Goede Vrijdag 30 maart werd Aalten bevrijd door eenheden van de Britse Grenadier en Irish Guards. In direct gevecht met de vijand op 29 en 30 maart kwamen negen militairen van de King's Company, 1st. Battalion Grenadier Guards om het leven. Omstreeks middernacht sneuvelden nog eens twee soldaten van de Irish Guards doordat hun voertuig op een mijn reed. De volgende dag, 31 maart 1945 kwamen twee genisten van de Royal Engineers om tijdens het ruimen van mijnen. Meteen na de bevrijding verscheen de Aaltensche Courant weer. Kort na de bevrijding op 4 april vonden drie jongens, de achtjarige Wim Schenk, zijn zesjarig broertje Henk en de vijfjarige Wim Wisselink in een droge sloot aan de Bocholtsestraatweg een projectiel. Zij besloten het projectiel te testen en gooiden het tegen de muur van het huis. De drie kinderen vonden de dood.

## Openbare ruimte

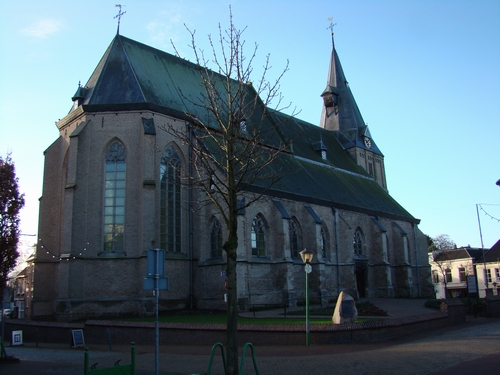
Aalten, de Markt.
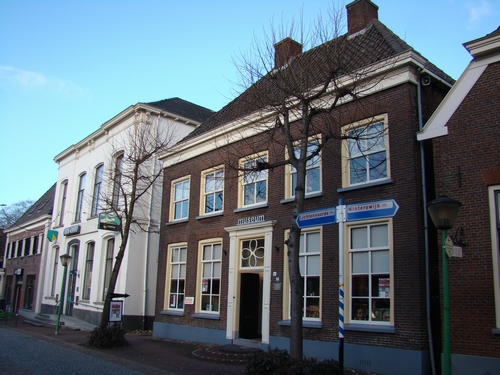
Museum.
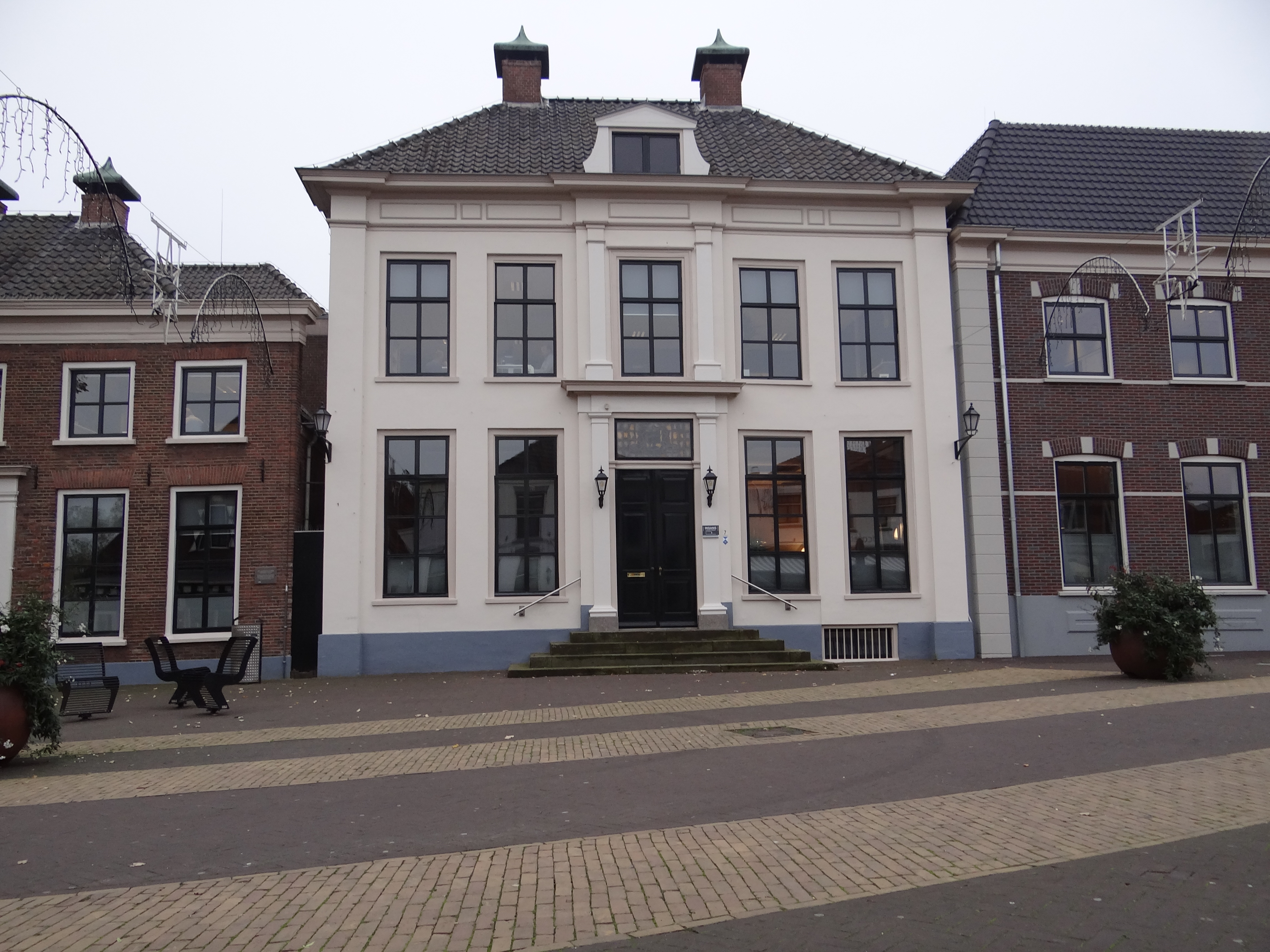
Gemeentehuis.
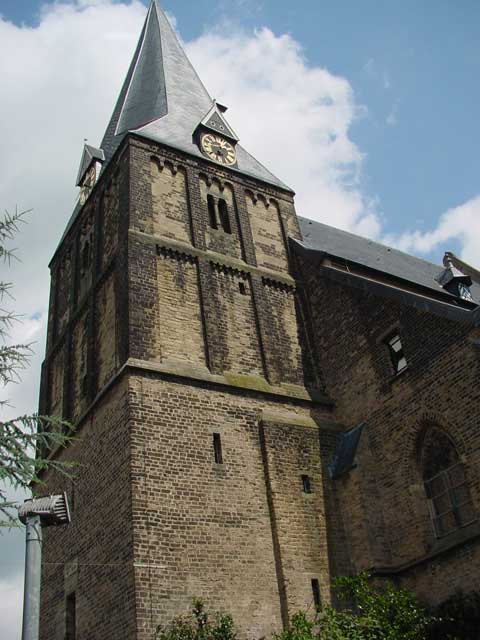
Oude Helenakerk te Aalten.

### Religieuze gebouwen
Aalten wordt vanwege zijn verscheidenheid aan kerkelijke gemeenschappen en zijn ligging op zeven heuvels wel het ‘Jeruzalem’ van het oosten of van de Achterhoek genoemd.
- In het centrum van het dorp staat de Oude Helenakerk, die vroeger tot het Bisdom Münster behoorde. De kerk dateert uit de 15e en 16e eeuw; de toren uit de 11e of 12e eeuw. Het torenuurwerk werd in 1871 gemaakt door de Aaltense klokkenmaker J.W. Heinen. Zijn zoon bracht er in 1906 belangrijke verbeteringen in aan.
- Sint-Helena, rooms-katholieke kerk
- Oosterkerk
- Westerkerk
- Zuiderkerk
- Fatih Moskee
- Synagoge
- Christelijk Gereformeerde kerk Aalten
- Koninkrijkszaal

### Beschermd dorpsgezicht
De markt en omgeving zijn sinds 1966 beschermd dorpsgezicht geworden. Hier zijn ook de Aaltense Musea te vinden, die onder dit beschermde dorpsgezicht vallen. Zie ook Rijksbeschermd gezicht Aalten.

### Monumenten
Zie ook:
- Lijst van rijksmonumenten in Aalten
- Lijst van gemeentelijke monumenten in Aalten

### Landschap
Aan de oostkant van Aalten liggen de natuurgebieden Loohuisbos en Landgoed Walfort die deel uitmaken van het Nationaal Landschap Winterswijk.

### Musea
- Boerderijmuseum de Neeth
- Aaltens Industrie Museum
- Nationaal Onderduikmuseum

## Economie en werk
Het bedrijfsleven bestaat zowel uit zware industrie als uit dienstverlenende instellingen. Het bedrijventerrein van het dorp Aalten concentreert zich in het zuidwesten van de gemeente, dicht bij de grensovergang van Bocholt. De bruto oppervlakte van de bedrijventerreinen is ongeveer 152 hectare, netto 128 hectare. Er zijn woon- en werkkavels door de gemeente ontwikkeld voor lichte bedrijvigheid. Sinds 2007 staat in Aalten het crematorium "GUV Berkenhove".

## Bereikbaarheid
In 1885 werd station Aalten gebouwd aan de spoorlijn Winterswijk – Zevenaar. De treindienst Arnhem – Zevenaar – Doetinchem – Aalten – Winterswijk wordt sinds 1999 geëxploiteerd door Syntus en sinds eind 2012 door Arriva. Van 1910-1953 had Aalten aansluiting op de tramlijn Lichtenvoorde – Bocholt.

## Sport en recreatie
De gemeente Aalten heeft talloze verenigingen. Hier volgen enkele verenigingen uit de plaats Aalten zelf:
- Natare, zwemsportvereniging
- AD '69, voetbalvereniging
- AZSV, voetbalvereniging
- AVA'70, atletiekvereniging
- BOVO, volleybalvereniging
- Give and Go, basketbalvereniging
- TWS De Peddelaars, toer-, wielren- en skeelervereniging, met als bekendste lid Robert Gesink
- 't Muurtje, fietsclub die gravelwedstrijden organiseert (NL gravel series, NK gravel 2025)

## Evenementen
- Volksfeest Aalten, tweede weekend van september
- AaltenDagen, braderie vier donderdagen in augustus
- Bockbierdag, eerste zondag van oktober
- Gerard Tebroke Memorialloop
- Meifeest Aalten met Oldtimer treffen
- Sjoksfestival
- Wijnfeest

## Partnersteden
- Świdnik (Polen)
- Szubin (Polen)
- Neuenrade (Duitsland)

## Bekende (ex-)inwoners

### Geboren in Aalten
- Gerrit Arentzen (1814–1881), arts en wethouder
- Gerrit Hendrik Heinen (1851-1930), schilder en fotograaf
- Herman Theodorus Obbink (1869-1947), theoloog
- Gerrit Jan Lammers (1903-1976), bestuurder, ambtenaar en journalist
- Ton Kotter (1906-1991), dirigent en componist
- Piet te Lintum (1909-1985), kunstschilder
- Barend Pruijt (1915-1986), rector magnificus
- Cornelis Daniël van Oosten (1917-2002), politicus
- Adriaan Wink (1925-2010), predikant
- Henk Hendriksen (1935-2019), politicus
- Hans Vultink (1937), meervoudig wereldkampioen biljarten
- Wim Mateman (1945-2019), politicus
- Dela Maria Vaags (1956-2011), actrice
- Diet Gerritsen (1960), actrice/zangeres
- Jan Wilm Tolkamp (1965), gitarist en zanger
- Andries Ulderink (1969), voetbaltrainer
- Lisa Westerveld (1981), filosoof, vakbondsbestuurder en politica
- IJsbrand ter Haar (1982), organist
- Loek Beernink (1986), actrice/zangeres

### Overleden
- Willem Carel Tack, burgemeester (1915)
- Gerrit Hendrik Heinen, schilder en fotograaf (1930)
- Ab Wouters, beeldend kunstenaar (1990)
- Henk Mulder, politicus (1998)

### Overige
- Angus Young, gitarist van de rockband AC/DC heeft sinds 2010 een villa in Aalten.[11]